# تشونة خانلو
تشونة خانلو (بالإنجليزية: Chuneh Khanlu)‏ هي قرية تقع في قسم اجارود الشمالي الريفي في إيران. يقدر عدد سكانها بـ 157 نسمة بحسب إحصاء 2016.